# Erling Sandene
Erling Sandene, né le 7 avril 1921 à Bærum et mort le 5 mars 2015, est un juge et un haut fonctionnaire norvégien.

## Biographie
Diplômé en 1943, tout en étant engagé dans la résistance norvégienne, il est nommé juge à Eidsvoll en 1945. L'année suivante, il est engagé au ministère de la Justice et de la Police. Il accède au poste de sous-secrétaire d'État en 1962.
De 1966 à 1972, il est gouverneur du comté de Møre og Romsdal. En 1972, il est nommé juge à la Cour suprême de Norvège. De 1974 à 1982, il sert comme ombudsman parlementaire, puis est nommé juge en chef de la Cour suprême (1974-1991).